# 科秋任齊
49°29′4″N 28°38′0″E / 49.48444°N 28.63333°E
科秋任齊（烏克蘭語：Котюжинці），是烏克蘭的村落，位於該國西南部文尼察州，由赫米利尼克區負責管轄，始建於1650年，面積3.44平方公里，海拔高度273米，2001年人口675，人口密度每平方公里196.22人。